# علی غزال
علی غزال (انگلیسی: Ali Ghazal؛ زادهٔ ۱ فوریهٔ ۱۹۹۲) یک ورزشکار اهل مصر است.
از باشگاه‌هایی که در آن بازی کرده‌است می‌توان به دیپورتیوو ناسیونال و تیم ملی فوتبال مصر اشاره کرد.
وی همچنین در تیم‌های ملی فوتبال Egypt U20 مصر بازی کرده است.